# Austrijanci
Austrijanci su germanski narod bavarskog ili markomanskog porijekla, nastanjen na području današnje Austrije i susjednim područjima Njemačke, Italije, Švicarske, Slovenije te u prekomorskim zemljama. Njihova domovina, Austrija, smještena je uz obale Dunava. Njome se prostiru Alpe. Austrijanci su područje Austrije naselili oko 5. stoljeća. Najveći dio Austrijanaca živi u predalpskim regijama, a manji dio živi u alpskim dolinama, naseljen po ruralnim naseljima i manjim gradovima. Prirodna bogatstva, kao što su šume i pašnjaci, omogućila su razvoj naprednog stočarstva, zimskog turizma i posebnog alpskog mentaliteta. Kroz povijest, na Austrijance su velik utjecaj imale kulture susjednih zemalja. Većina Austrijanaca rimokatoličke je vjeroispovijesti, no svaka osoba s navršenih četrnaest godina prema „Zakonu o vjerskom obrazovanju djece” može slobodno birati kojoj će vjeri pripadati.
Austrijanci govore bavarskim jezikom (bavarsko-austrijski, odnosno Ost-Oberdeutsch), a u Vorarlbergu alemanskim dijalektima, koji su članovi germanske grane indoeuropske porodice jezika, i spadaju u gornjonjemačke jezike. 

## Ime
Ime Austrijanci iskovano je kod nas od imena države Austrije. Svoju zemlju Austrijanci nazivaju Österreich (ili istočno carstvo, „rajh”; izv. „Reich”).  Porijeklo mu je u starogermanskom Ostarrîchi. Prema drugima, ime je možda nastalo od latinskog naziva Marchia orientalis, ili „istočna granica”, jer se nalazila na istočnom rubu Svetog rimskog carstva, ovo bi trebala opravdati riječ „Ostmark”, moderni njemački prijevod starogermanskog „Ostarrîchi”. Riječ „mark” ili „march”, nastala je od franačkog „marka” (granica), koja je opet potekla iz protogermanskog „marko”. Nalazimo je i u latinskom „margo” (margina), staroirskom „mruig” ('borderland'), perzijskom „marz” ('granica, zemlja)'. U staroengleskom „mark” označava „granicu”. U vrijeme franačke dinastije Karolinga, riječ se rasprostranila Europom. Ime Austrijanaca mogli bi prevesti kao „narod s istočne granice” (u aluziju na Rimsko Carstvo).

## Kratka povijest

### Prapovijest i pojava prvih predaka Germana
Područje današnje Austrije naseljeno je još otprije 50.000 godina prije Krista, odnosno od paleolitika. Tragovi ljudske prisutnosti nađeni su, na primjer, u pećinama Gudenus Hohle blizu Weissenkirchena i na Schlenkenu kod Halleina. To su bila nomadska plemena Ranog kamenog doba koja su živjela od lova. Oko 5000 godina pr. Kr. (neolitik) počinje se javljati uzgoj stoke, ratarstvo, kao i lov, ribolov i sakupljanje. Od neolitskog doba (Wangermann) ovdje se već počinje vaditi sol u rudnicima u Dürrnbergu, Hallstattu, i Hallu. Tijekom Kamenog doba, oko 4500 godina prije Krista javlja se novo stanovništvo koje napreduje uz dolinu Dunava i miješa se s domorocima. To su nosioci Dunavske kulture, a žive sa svojom stokom u velikim drvenim kućama, bave se lončarstvom i trguju s mediteranskim narodima za fine sjekire od kamena i kremena. Na nekoliko jezera javljaju se sojenice. 
U Brončano doba u središnjoj Njemačkoj, Bohemiji i Austriji 2500 prije Krista javljaju se predmeti od bakra. 2300. prije Krista Indoeuropljani migriraju u Europu iz jugozapadne Azije. Oni su preci germanskih naroda koji su se naselili u središnjoj Njemačkoj. Tada su baltički i slavenski narodi naselili istok Europe, a Kelti jug i zapad. 
Tijekom razdoblja između 2000. i 400. g. prije Krista, središnja i južna germanska plemena miješaju se s narodom „Bell-Beaker”, izvrsnim metalurzima koji su došli iz Španjolske i Portugala. Nije sigurno jesu bili Indoeuropljani, ali svakako doprinose razvoju metalurgije te trguju s narodima baltičke obale i Mediterana.

### Latenska kultura (450. pr. Kr. – 58. po. Kr.)
Tijekom Kasnog željeznog doba Kelti (latenske kulture) vladaju današnjom Austrijom, kontrolirajući trgovinu soli, bakra i željeza. Oni utemeljuju prvu čvrstu državnu strukturu koju su Rimljani nazvali Noricum (hrv. „Norik”, po ilirskom plemenu Noricima). Latenska kultura dobila je ime po keltskom mjestu kod jezera Neuchâtel u Švicarskoj. Tu je sredinom 19. stoljeća otkriveno mnogo željeznog oružja, oruđa i nakita.
Latenska kultura bila je pod utjecajem Etruščana i Grka. Kelti se šire središnjom i zapadnom Europom, sve do Jutlanda. To je razdoblje početka urbanizacije, novih industrija i umjetnosti. Germanska plemena koja dolaze u kontakt s Keltima prisvajaju njihovu kulturu. Germanski narodi zamijenit će Kelte Središnje Europe.

### Klasično doba i Rimska civilizacija (101. pr. Kr. – 400. po. Kr.)
Godine 101. prije Krista veliki dio područja južno od Dunava poznat kao Noricum postaje dio Rimskog Carstva. Oni dijele današnju Austriju na tri provincije: Reciju (Voralberg i Tirol), Norik (Salzburg, Karintija, Štajerska i Gornja i Donja Austrija) i Gornju Panoniju (Bečki bazen, Gradišće i Mađarska).

### Dolazak Germana, Slavena i Avara
Godine 166. na granicama rimskih provincija pojavljuju se Germani, koji u raznim razdobljima napadaju i u 4. stoljeću prodiru kroz granicu. Goti, Rugijanci, Lombardi, Vandali, Ostrogoti prelaze preko Bečkog bazena. Alemani ulaze u Retiju, Heruli u današnji Salzburg (prije Juvanum), Goti izbijaju na Dravu. Javljaju se i Slaveni i Avari te do danas ima puno slavenskih geografskih imena na cijelom području Austrije osim Vorarlberga i Tirola (na primjer Graz — Gradec). Od 6. stoljeća Bajuvari (preci Bavaraca i „naših” današnjih Austrijanaca) okupirali su Tirol, a Alemani se naseljavaju zapadnije. Slaveni se cijepaju na Sjeverne i Južne, a Bajuvari i Avari zavladavaju dolinom Dunava. Od 5. stoljeća Germani vladaju cijelim Zapadnim rimskim carstvom.

## Porijeklo Bavaraca
Prema Richardu Jaklitschu, Bavarci su vjerojatno potomci izgubljenih germanskih plemena Rimljanima poznatim pod imenom Marcomanni. Markomansko porijeklo je u današnjoj Saksoniji, oni kreću na jug u 1 st. Prije Krista i nastanju se u Bohemiji (današnja Češka), tjerajući pred sobom keltsko pleme Boja. Marcomanni u Bohemiji ostaju oko 500 godina, s vremenom dajući keltsko ime svojoj domovini. U 2. i 3. stoljeću zauzeti su s ratnim konfliktima protiv Rimljana. Ime Marcomanni znači „ljudi s granice”. Stari keltski naziv za Bohemiju bio je Boja ili Bojos, od čega nastaje Bojoheim, Baiheim, ili Beheim (Kohlrausch). Ime Bavarci, nastalo od Bajuvarii ili Baioarii, znači „stanovnici zemlji Boii” (Leeper). Austrijaci su potekli od germanskog naroda poznatog kao Bavarci koji je naseljavao današnju Bavarsku (Bayern) i sjevernu Austriju u kasnom 5. i ranom 6. stoljeću. Bavarsko ime se prvi puta spominje 520. godine kao „Baioaria”. Od tog vremena oni vladaju Bavarskom, Tirolom, Gornjom Austrijom i Salzburgom.

## Običaji Austrijanaca
Austrijanci, danas višemilijunski narod, počinje nastajati raspadom plemenskog sustava Bavaraca do kojega dovodi karolinški feudalizam i kasnijim okrupnjavanjem feudalnih posjeda, negdje u 12. stoljeću, u „Landove”. Nastanak Landova dovodi i do političke koncentracije koja počinje Babenbergovcima 1192. godine i kasnije Habsburgovcima (1282.). Raspadom Habsburške Monarhije 1918. godine Landovi postaju sastavni dijelovi Austrijske Republike. Etnički sastav Landova nije uvijek bavarski, u području Vorarlberga koji su alemanskog porijekla kao i susjedni Germano-Švicarci, stanovništvo se služi jezikom srodnim onom u Švicarskoj. Ovi najzapadniji Austrijanci na glasu su kao imućni industrijalci. Područje Štajerske također u potpunosti ne pripada etnički, jezično ni kulturno samo Bavarcima. Ona nastaje u XII. stoljeću spajanjem bavarskih s karantanskim regijama. Karantanci (po govoru Slaveni)  sudjelovali su u stvaranju Steiermarka (Štajerske) i Kärntena (Koruške). Osobit jak slavenski (slovenski) utjecaj osjećao se u Koruškoj, pa su se čak još danas neki običaji sačuvali u koruškom Landesbewußtseinu. Slovenski element ipak postupno nestaje. Turizam je danas glavna preokupacija štajerskih Austrijanaca, a stare crkve i lijepa priroda aduti su za njegov daljnji razvoj. U Štajerskoj je ostao naročito živ folklor, ovdje se još može vidjeti i nabaviti popularni grauer Rock (sivi kaputić) i graue Hose. Burgenland ili Gradišće još je jedno područje u kojemu Austrijanci ne udaraju glavni pečat, nego su to ovaj puta Hrvati. Oni ovaj kraj naseljavaju nakon pojave Turaka a došli su iz područja Dalmacije odakle su donijeli svoj čakavski jezik. To je ista seoba koja je pokrenula i pretke molizanskih Hrvata da se nasele u Italiji. Vinogradarstvo, stočarstvo i poljoprivreda glavna su zanimanja Gradišćanaca. Prave Austrijance nalazimo u Donjoj i Gornjoj Austriji, u Tirolu gdje ih smatraju za tipične Austrijance te naravno u Salzburgu, kulturnom prijestolnicom Austrije, i Beču. 
Farmerski poslovi i industrija (tekstilna) i turizam glavna su zanimanja Austrijanaca. Česte su male obiteljske farme na kojima Austrijanci rade. Porijeklo suvremenog austrijskog sigurnosnog socijalnog sustava potječe još s kraja 19 stoljeća. Radnici, službenici, razne službe i farmeri uplaćuju u razne sigurnosne socijalne fondove. Patrijarhalna obitelj u najnovije vrijeme među mladim obiteljima pretvara se u partnersku zajednicu u kojoj nastoje živjeti mladi parovi. Najveći dio Austrijanaca katoličke je vjere.

## Austrijanci u svijetu
Prema „Joshua Projectu” (Podaci UN-a)[nedostaje izvor]
| SAD                    | 1.344.000 |
| Italija                | 257.000   |
| Njemačka               | 189.000   |
| Švicarska              | 34.000    |
| Slovenija              | 25.000    |
| Ujedinjeno Kraljevstvo | 24.000    |
| Novi Zeland            | 1300      |
| Portugal               | 500       |
| Hrvatska               | 300       |

## Poznati Austrijanci
Poznati Austrijanci:
- Alfred Adler, psiholog
- Alban Berg, skladatelj
- Ludwig Boltzmann, fizičar
- Christian Doppler, fizičar
- Sigmund Freud, psiholog
- Joseph Haydn, skladatelj
- Adolf Hitler, političar, diktator
- Gustav Klimt, slikar
- Gustav Mahler, skladatelj i dirigent
- Wolfgang Amadeus Mozart, skladatelj
- Robert Musil, književnik
- Rainer Maria Rilke, književnik
- Franz Schubert, skladatelj
- Arnold Schwarzenegger, glumac, sportaš, političar
- Johann Strauss, skladatelji (otac i sin)
- Johann (Hans) Hölzel, glazbenik
- Christoph Waltz, glumac

## Vanjske poveznice
- (O porijeklu /povijest/ od pra-povijesti do danas) Richard Jaklitsch, The History of Austria
- C. Wolfsgruber, The Austro-Hungarian Monarchy,
- (O jeziku, Wiki) Austro-Bavarian,
- Country Information for Austria,

Ime i populacija Austrijanaca (Austro-Bavaraca). [neaktivna poveznica]; 